# Cuộc tổng tấn công của Kerensky
Cuộc tổng tấn công của Kerensky hay chiến dịch Kerensky, còn gọi là cuộc Tổng tấn công lần thứ hai của Brusilov, là đợt tấn công cuối cùng của quân đội Nga trong đệ nhất thế chiến. Cuộc tổng tấn công này diễn ra trong tháng 7 1917 và hậu quả là 60.000 lính Nga tử trận gây cho nhân dân Nga sự căm phẫn rất lớn với chính phủ tư sản lâm thời của Alexander Fyodorovich Kerensky, tạo điều kiện cho Vladimir Lenin và phe Bolshevik thực hiện cuộc Cách mạng Tháng Mười.
Tuy quân Nga ban đầu thắng thế nhưng họ phải chậm dần từ ngày 5 tháng 7 năm 1917 do thiếu lương thực. Cuối cùng vào ngày 19 tháng 7 năm ấy, quân Đức tổ chức phản công và giành thắng to.

## Hoàn cảnh
Sau khi Cách mạng Tháng Hai thành công, ở Nga xuất hiện tình trạng 2 chính quyền song song tồn tại: chính phủ lâm thời của giai cấp tư sản và xô viết đại biểu công nhân, binh lính Nga của đảng Bolshevik. Trong khi chính phủ lâm thời tư sản quyết tâm theo đuổi chiến tranh đế quốc đến cùng bằng việc cử bộ trưởng ngoại giao gửi công hàm cho các nước đồng minh phe Hiệp ước cam kết tham gia chiến tranh đến thắng lợi cuối cùng và tuyên bố cuộc chiến tranh đế quốc đã thay đổi tính chất, trở thành cuộc chiến tranh vệ quốc, chính nghĩa. trong khi khẩu hiệu của đảng Bolshevik là đòi chấm dứt chiến tranh, " Biến chiến tranh đế quốc thành nội chiến cách mạng " và được đông đảo nhân dân ủng hộ vì nhân dân Nga đã chịu quá nhiều khổ cực trong cuộc chiến tranh này.
Trong lúc đó, tại chiến trường Tây Âu, liên quân Anh- Pháp mở các cuộc tấn công lớn vào quân Đức nhằm đánh bại Đức nhưng thất bại nặng nề trong tháng 4 và 5 1917. Đức một mặt phòng thủ ở mặt trận phía tây, một mặt củng cố đồng minh Áo-Hung bằng cách tăng cường quân ở chiến trường Italia và Rumania. Trước hoàn cảnh đó, chính phủ lâm thời với ý kiến của bộ trưởng chiến tranh Kerensky quyết định mở cuộc tấn công lớn vào quân đội Đức, Áo-Hung để làm giảm áp lực quân sự ở mặt trận phía tây của quân Đức đồng thời củng cố vai trò của mình trong cuộc chiến, tăng cường tinh thần quân đội. Cuộc tổng tấn công này được giao nhiệm vụ cho tướng Aleksei Brusilov, người hùng của quân đội Nga nhờ trận đại thắng quân đội Áo-Hung tại Galicia. (Cuộc tổng tấn công của tướng Brusilov).

## Diễn biến
Cuộc tổng tấn công của quân Nga bắt đầu vào ngày 1 tháng 7 1917 và mục tiêu là liên quân Đức, Áo-Hung tại Galicia. Lực lượng của Nga gồm tập đoàn quân số 11, số 7 và số 8 đối đầu với quân Đức do tướng Felix Graf von Bothmer chỉ huy và tập đoàn quân số 3 và 7 của quân đội Áo-Hung.
Giai đoạn đầu quân Nga chiếm ưu thế nhưng cuộc tổng tấn công nhanh chóng thất bại vì quân lính Nga có thái độ chống đối và 1 lượng lớn đào ngũ, gây bất ổn kỉ luật quân đội. Quân Nga bị thiếu lương thực, cho nên khó thể tấn công. Đến ngày 16 tháng 7, cuộc tổng tấn công của quân Nga đã hoàn toàn thất bại. Đến ngày 18 tháng 7, liên quân Đức, Áo-Hung tổ chức phản công, quân Nga kháng cự một cách yếu ớt và liên quân nhanh chóng vượt qua Galicia và tiến tới tận sông Zbruch. Với thắng lợi của quân Đức, các phòng tuyến của quân Nga lần lượt bị đập tan vào ngày 20 tháng 7 và đến ngày 23 tháng 7, quân Nga đã phải rút lui 240 kilometers (150 miles).

## Kết quả

Alexander Kerensky

Cuộc tổng tấn công của Kerensky thất bại nặng nề với số thương vong khoảng 400.000 trong đó có 60 000 lính Nga bị bắt và bị giết đã gây nên 1 làn sóng căm phẫn rất lớn của nhân dân Nga, làm cho không khí cách mạng ngày càng sôi sục ở Nga. Sau thất bại này, chính phủ của huân tước Gheorghi Lvov phải từ chức và Alexander Kerensky trở thành thủ tướng của nước Nga trước khi Cách mạng Tháng Mười Nga thành công vào ngày 7 tháng 11 1917 lật đổ chính phủ tư sản lâm thời và thành lập nước Nga Xô Viết.
Trong khi đó, đối với phe Liên minh Trung tâm, thắng lợi này đã khiến cho mặt trận phía đông biến mất, tạo điều kiện quân Đức có thể dồn lực lượng sang các mặt trận khác như giúp quân đội Áo-Hung đánh bại Italia vào cuối năm 1917 trong trận Caporetto. Sau khi nước Nga Xô Viết được thành lập thì Lenin đã chủ động rút Nga ra khỏi cuộc chiến tranh đế quốc bằng hoà ước Brest-Litovsk ký ngày 3 tháng 3 1918.